# منطقه بابرگ
منطقه بابرگ (یا ناحیه بابرگ) (انگلیسی: Babergh District) منطقه‌ای غیر کلانشهری در سافولک، انگلستان است. این منطقه عمدتاً یک منطقه روستایی است و فقط شامل دو شهر به نام‌های سادبری و هادلی است. نام این منطقه از هاندرد بابرگ قرون وسطایی گرفته شده است که بخشی از منطقه را پوشش می‌داد.